# Igreja Presbiteriana Evangélica (Irlanda)
A Igreja Presbiteriana Evangélica - em irlandês: Eaglais Phreispitéireach Soiscéalaí - é uma denominação reformada presbiteriana, conservadora fundada na Ilha da Irlanda, em 1927, por um grupo de igrejas dissidentes da Igreja Presbiteriana na Irlanda.

## História
A denominação surgiu em 1927, quando James E. Davey foi absolvido pela Igreja Presbiteriana na Irlanda da acusação de heresia. As igrejas insatisfeitas com o resultado do julgamento, sob lideração do Rev. James Hunter, se separaram e constituíram a Igreja Presbiteriana Evangélica.
Em 2004, a denominação era formada por 11 igrejas e 508 membros.
Em 2021, era formada por cerca de 10 igrejas e 396 membros.

## Doutrina
A denominação subscreve a Confissão de Fé de Westminster, Catecismo Maior de Westminster e Breve Catecismo de Westminster e não permite a ordenação de mulheres.

## Relações intereclesiásticas
Até 2017, tinha relacionamento de igreja-irmã com as Igrejas Reformadas Liberadas (IRL), mas suspendeu esse relacionamento devido a adesão da ordenação feminina por parte das IRL.
A denominação possui relacionamento de igreja-irmã com Igreja Presbiteriana Ortodoxa e é membro da Conferência Internacional das Igrejas Reformadas.